# Yvonne de Quiévrecourt
Yvonne de Quiévrecourt, née le 31 mars 1885 à Paris et morte le 29 décembre 1964 à Levallois-Perret, est la personne qui a inspiré à Alain-Fournier le personnage d'« Yvonne de Galais » dans son roman Le Grand Meaulnes.

## Biographie

### La jeune femme du cours la Reine
Yvonne est la fille d'un administrateur de la Marine, Pierre Toussaint de Quièvrecourt. La famille tire son nom du village normand de Quièvrecourt, où l'arrière-grand-père d'Yvonne avait été receveur particulier des Finances. Elle passe son enfance dans le 7e arrondissement de Paris, où sa mère Gabrielle, orpheline, la laisse relativement libre.
Elle a vingt ans et habite à Toulon quand le 1er juin 1905, jour de l'Ascension, elle croise Alain-Fournier, pensionnaire au lycée Lakanal âgé de dix-huit ans, à la sortie d'une exposition de peinture au Grand Palais, sur le cours la Reine à Paris. Lui est immédiatement attiré par la grande et belle jeune fille, au point qu'il la suit sur un bateau-mouche jusqu'à l'immeuble où elle est en vacances chez une grand-tante, au 12, boulevard Saint-Germain.
Leurs regards se croisent quand elle l'aperçoit depuis sa fenêtre le 10 juin, en train de la guetter depuis le trottoir d'en face. Le 11, jour de la Pentecôte, alors qu'elle sort pour se rendre en tramway à la messe en l'église Saint-Germain-des-Prés, il lui emboîte le pas, et lui dit : « Vous êtes belle... » Elle lui demande de la laisser ; tous deux assistent à la messe séparément. À la sortie, elle le voit encore, alors qu'elle se dirige vers la Seine. Le long des quais, elle discute avec lui. Il se présente, elle donne également son nom. Après avoir traversé avec lui le pont des Invalides, elle insiste pour qu'il la laisse là, et cette fois il obéit.
L'amour non partagé qui naît de cette rencontre se révèle d'emblée impossible. La jeune femme, un peu plus âgée, sait déjà qu'elle épousera Amédée Brochet, médecin de marine, noces qui seront célébrées à Toulon le 17 octobre 1906, deux semaines après les vingt ans de Fournier.

### L'épouse et mère
Alors que bouleversé, Fournier écrit à son sujet d'abord des poèmes (notamment « À travers les étés », publié de manière posthume), ainsi que le récit de leur rencontre dans sa correspondance, Yvonne de Quièvrecourt mène la vie d'épouse et mère qui lui était promise. Quand elle reçoit à Brest (17 rue du Château), début 1908, le numéro de La Grande Revue du 25 décembre 1907, où il a publié un essai, « Le Corps de la femme » ; elle ne répond pas.
En juillet, il apprend par le concierge de l'immeuble du boulevard Saint-Germain qu'elle est mariée, et en 1909 par une agence de renseignement qu'elle a eu une fille. Elle aura deux enfants, nés à Brest : Yvonne (1910-1999), religieuse, et Maurice (1911-1957, mort pour la France).
Elle ignore tout du projet de roman qui donnera Le Grand Meaulnes, où l'auteur fait d'Yvonne de Quièvrecourt la protagoniste d'un récit de quête amoureuse. Augustin Meaulnes y tombe éperdument amoureux d'Yvonne de Galais, la fille, belle et sage, d'un aristocrate désargenté, et la sœur d'un jeune homme fantasque qui causera la perte du héros. Si Yvonne de Quièvrecourt est le modèle de ce personnage féminin central, quoique souvent absent dans le récit, ses traits de caractère sont presque entièrement imaginés par Alain-Fournier, qui connaît à peine la jeune femme.
En 1913, Yvonne Brochet, qui habite de nouveau Toulon, apprend par sa sœur cadette qu'elle a l'occasion pendant le printemps ou l'été de revoir Henri Fournier à Rochefort, où habitent ses parents. Ce dernier a profité de ce que Marc, le frère cadet de son meilleur ami Jacques Rivière, y ait fait la connaissance de Jeanne de Quièvrecourt. Yvonne accepte, et fait le voyage avec ses enfants, sans mari. Pendant quatre jours, à des dates qui restent débattues, les deux jeunes gens apprennent à se connaître, pour constater que l'amitié est impossible, et que les sentiments qu'il éprouve toujours ne peuvent que causer du tort à la jeune mère.
Ils n'auront qu'un bref échange épistolaire ensuite. Yvonne ne lui confiera jamais son avis sur le roman, paru en octobre 1913.
Alain-Fournier meurt au combat en septembre 1914, et Amédée Brochet en 1954.
Décédée à 79 ans, en 1964, Yvonne Brochet est inhumée au cimetière du Père-Lachaise (41e division).
« Vous ne pouvez emporter un tel trésor avec vous dans l'au delà. Que vous le vouliez ou non, Madame, vous êtes depuis longtemps un personnage public. » (paroles d'un jeune universitaire), « Le temps n'a pas eu raison de son silence. » dans Le Point de vue d'Yvonne de C. Choupin, p. 11 et 15.

## Postérité
Durant toute sa vie, jamais Yvonne de Quièvrecourt ne chercha à être reconnue comme la muse d'un auteur devenu extrêmement célèbre après sa mort ni n'évoqua ses rapports avec lui, pas plus que son opinion sur l'œuvre qu'elle avait inspirée, ni publiquement, ni dans des écrits qui auraient été conservés. Cette discrétion incite l'entourage de Fournier et les biographes à ne pas révéler son identité.

Elle passe à la postérité malgré elle. Le premier à publier son nom est Jean Bastaire, dans Alain-Fournier ou la Tentation de l'enfance, qui paraît en 1964, dans la dernière année d'Yvonne Brochet. Un fait incroyable permet, en effet, de découvrir son identité : alors qu’il finissait d’écrire son premier essai sur Alain Fournier au printemps 1964, Jean Bastaire apprend que l’exemplaire numéro un du Grand Meaulnes vient d’être vendu pour une forte somme à l’Hôtel Drouot (trois millions de francs). La dédicace de cet exemplaire sur Japon est adressée à « Madame Brochet de Quiévrecourt ». On apprend ainsi qu’Yvonne de Galais a été inspirée par une femme véritable (et qui vit encore). 
« Mise au courant, la famille de Quiévrecourt manifesta une surprise douloureuse. Non seulement elle n’avait envisagé aucune vente, mais elle croyait posséder l’exemplaire dédicacé. Par quelle indélicatesse celui-ci était-il passé dans le commerce ? C’est ce que des recherches ultérieures n’ont pas permis d’établir. » 
On n’a jamais retrouvé depuis lors la trace de cet ouvrage.
En 1980, le Britannique Philip Lee publie à compte d'auteur une biographie d'une dizaine de pages, Yvonne de Galais, la réalité. En 1999, une thèse de doctorat est consacrée à la jeune femme : Alain-Fournier et Yvonne de Quièvrecourt. Fécondité d'un renoncement, signée de l'historienne française Michèle Maitron-Jodogne. Dans les années 1990 également, sont publiées pour la première fois des photographies, comme dans Alain-Fournier, destins inachevés (1994) par Patrick Martinat. En 2013, l'une d'elles orne la couverture d'Alain-Fournier. Le Grand Meaulnes ou l'impossible amour par Emmanuel Le Bret.
L'histoire d'Henri Fournier et d'Yvonne de Quièvrecourt est racontée dans toutes les biographies de l'écrivain et études sur Le Grand Meaulnes.
Le roman Le Point de vue d'Yvonne par Catherine Choupin, en 2020, fait d'elle la narratrice de cette histoire en 1964.